# Сачко, Василий Викторович
Васи́лий Ви́кторович Сачко́ (укр. Васи́ль Ві́кторович Сачко́; 3 мая 1975, Старомлыновка, Донецкая область) — украинский футболист и тренер. Играл на позиции нападающего. Обладатель Кубка Украины 2009 года, лучший бомбардир Первой лиги сезона 2001/02.
Долгое время выступавший на любительском уровне, Сачко лишь в 25 лет закрепился в профессиональном футболе, удачно отыграв сезон в купянском «Осколе». После этого нападающий перешёл в «Волынь», помог ей выйти в Высшую лигу и на протяжении следующих 4-х сезонов показывал хорошую игру и высокую результативность. После перехода «Волыни» в низший дивизион Василий покинул клуб на правах свободного агента и присоединился к «Кривбассу», где с переменным успехом провёл два сезона. В 2008 году 33-летний Сачко перешёл в «Ворсклу» и за 4 года успел выиграть Кубок Украины (забив победный гол в финале) и дважды принять участие в розыгрыше еврокубков.
Сразу после завершения карьеры игрока остался в «Ворскле» в качестве тренера. В 2013 году возглавил клуб.

## Ранние годы
Родился 3 мая 1975 года в семье рабочих в селе Старомлыновка Великоновоселковского района Донецкой области, в ста километрах к западу от Донецка. Уже в детстве Василий увлекся футболом, болел за местный «Шахтёр», ездил в Донецк на матчи этой команды. Любимым игроком мальчика был Виталий Старухин. Поначалу он играл в футбол с друзьями, чуть позже записался в сельскую ДЮСШ. Участвовал в детских футбольного турнирах, однако выше районного уровня не поднимался.
Окончив школу, Василий отслужил в Симферополе срочную службу. Уровень футбольного мастерства Сачко на тот момент не позволил ему попасть даже в армейскую команду. После службы он не знал, какую карьеру выбрать, но занятия футболом решил продолжить. В частности, выступал за села Искра и Успеновка Донецкой области в матчах с представителями других сёл.

## Карьера игрока

### «Шахта Украина»
Наконец экс-игрок донецкого «Шахтера» Виктор Грачёв пригласил Сачко в любительский футбольный клуб «Шахта Украина» из небольшого города Украинск Донецкой области, который он тогда тренировал. Поскольку спортсменам-любителям не платили за игры, Василий решил найти основную работу. На выбор была работа или в милиции, или на шахте. Отслуживший в вооружённых силах, Сачко выбрал службу в милиции — в отделе по борьбе с наркотиками, которую совмещал со спортом — на досуге продолжал играть за «Шахту Украины». Тем не менее, основная работа отнимала много времени и сил, поэтому Сачко вскоре решил покинуть команду. Тренер, однако, видел в нём потенциал и уговаривал остаться. Он попросил директора шахты, спонсировавшего клуб, заключить договор с местным начальником милиции — если у команды возникнут финансовые трудности, Сачко сможет получить назад свою должность в милиции. Василий сосредоточился на игре за «Шахту». К тому времени команда находилась в третьей лиге Донецкой области среди любителей, но благодаря стабильному финансированию ставила перед собой высокие задачи.
В сезоне 1997/98 команда Сачко вышла в Высшую любительскую лигу. 20 сентября 1997 года в матче против команды «Далис» Сачко дебютировал в лиге (1:3). В следующих трёх играх Василий забивал, причём в матче против «Шахтёра» из Горловки сделал дубль. В атаке с Сачко играл Александр Чех, вместе они составили результативный атакующий дуэт. Футболисты были знакомы друг с другом, до этого они встречались на поле в матчах сёл, но в разных командах. Впоследствии они сдружились и даже стали кумовьями. Из 26 голов, забитых командой за сезон, Сачко и Чех забили 12. Василий в 11 матчах забил 8 голов и стал лучшим бомбардиром 4-й группы чемпионата. Заняв второе место, команда получила право играть в финальном турнире, но отказалась от дальнейших выступлений и уступила место горловскому «Шахтёру».

### «Таврия»
Ещё перед окончанием сезона 1997/98 Виктор Грачёв получил приглашение заменить Ивана Балана на посту главного тренера «Таврии», которая выступала в Высшей лиге. Грачёв согласился, принял команду за пять туров до конца чемпионата и успел спасти её от перехода в Первую лигу. Помня результативную игру Василия Сачко за «Шахту», Грачёв в летнее трансферное окно пригласил его в свою новую команду. Сачко усердно работал на предсезонных сборах и сумел доказать, что может выдерживать нагрузки, предусмотренные для игроков в клубах Высшей лиги.
7 июля 1998 года в Симферополе на стадионе «Локомотив» в первом туре Высшей лиги сезона 1998/99 «Таврия» принимала серебряного призёра предыдущего чемпионата — донецкий «Шахтёр». Виктор Грачёв сразу поставил Василия в стартовый состав. Так, в 23 года Сачко дебютировал в профессиональном футболе, причём сразу в высшей лиге, против одной из сильнейших команд, за которую он болел с детства. В нападении Василий действовал вместе с Александром Гайдашем, вторым бомбардиром в истории «Таврии» и членом Клуба бомбардиров Олега Блохина. Дебютный матч оказался удачным для «Таврии». Не являясь фаворитом, симферопольцы выиграли со счётом 2:1.
Когда дебютировал за «Таврию», чувства меня просто переполняли. Ведь я сам родом из Донецкой области и всю жизнь болел за горняков, сильно переживал за эту команду. Но так сложились обстоятельства, что дебютировал за крымчан, сыграл против земляков и поучаствовал в победе над ними.
Резкий переход от любительского к профессиональному футболу трудно дался Василию. Без должного опыта Сачко было трудно заиграть сразу, физические нагрузки высшей лиги он выдерживал, но не разбирался в тактических схемах и во время матча зачастую не понимал, что ему делать дальше. Фактически, Василий находился в «Таврии» на просмотре и не имел контракта с клубом, поэтому после пяти сыгранных матчей был вынужден покинуть команду.

### Возвращение в любители
Через полгода, в октябре 1998 года, Сачко вернулся в свою бывшую команду «Шахта Украина». 10 октября в матче 8 тура любительского чемпионата 1997/98 Василий впервые после возвращения сыграл за «Шахту» в ничейном матче с «Пищевиком» (1:1). Сачко сыграл ещё 3 матча, а в 11 туре в матче против клуба «Металлург» (Комсомольское) отметился голом, но руководство шахты перестало финансировать команду, на 12-й тур она не вышла и снялась с чемпионата.
Лучше дела обстояли в любительском кубке Украины. В розыгрыше 1998/99 годов Василий провёл 8 матчей и забил 2 гола, а его команда вышла в полуфинал, где по сумме двух матчей со счётом проиграла будущему победителю, «Факелу» из Варвы (2:3).
«Шахта Украина» не принимала участия в любительском чемпионате сезона 1999 года, но играла в любительском кубке Украины того же года. Розыгрыш начался в сентябре 1999 года, в 1/8 финала команда Сачко по сумме двух матчей обыграла клуб «Экина», затем были побеждены «Сигнал» и «Факел» из Варвы. Таким образом, «Шахта Украина» вышла в финал кубка, где встретилась с командой «Троянда-Экспресс» и победила по сумме двух матчей, несмотря на гостевое поражение (2:0, 1:2). Этот трофей стал первым в карьере Сачко.
В сезоне 2000 года «Шахта Украина» вернулась в любительский чемпионат. Василий удачно провёл стартовый отрезок чемпионата, забив два гола в матче с «Монолитом» и хет-трик с луганским «Шахтёром». Вскоре у команды вновь возникли финансовые трудности, и она покинула чемпионат. На тот момент Сачко сыграл 5 матчей и забил 5 голов.
На оставшуюся часть сезона Василия пригласила к себе команда «Монолит», занявшая первое место в групповом этапе и продолжавшая выступления в чемпионате. Уже в своём дебютном матче он забил гол и помог команде сыграть вничью, но в последующих четырёх играх отличиться Сачко не удалось. Ещё до окончания чемпионата игрок покинул клуб.

### «Оскол»
Сачко продолжал попытки получить профессиональный контракт. Сачко обратился к Игорю Комаревичу, администратору «Шахты Украины», с просьбой подыскать ему новую команду. Игорь Сероштан, тренер купянского «Оскола», в то время выступавшего в группе В Второй лиги Украины, третьей по силе лиге в украинском футболе, уже давно хотел пригласить Сачко в клуб. До того все нападающие в «Осколе» были невысокого роста, приглашение 190-сантиметрового Василия могло бы разнообразить игру команды. Президент клуба поддержал это решение, предложив Сачко контракт с зарплатой в 300 долларов в месяц, самую высокую в «Осколе».
Нападающий дебютировал в своей новой команде 6 августа 2000 года в 1/16 финала Кубка второй лиги Украины в матче против команды «Фрунзенец-Лига-99» (1:2). 12 августа он сыграл первый матч за «Оскол» в чемпионате (против «Ворсклы-2»), а 10 августа забил «Стали-2» свой первый мяч в профессиональной карьере. Первую половину чемпионата Сачко провёл в статусе запасного игрока и редко проводил на поле все 90 минут. Лишь после 13-го тура, в котором Василий забил победный гол в игре с черниговской «Десной», он начал рассматриваться как игрок основы. Сачко показал себя и как бомбардир, и как ассистент. «Оскол» занял итоговое 3 место, а сам нападающий закончил свой первый профессиональный сезон с 13-ю голами, став лучшим бомбардиром клуба и третьим в лиге.

### «Волынь»
После успешного выступления в «Осколе» в услугах Сачко были заинтересованы «Фрунзенец» и победитель Второй лиги «Нефтяник», чуть позже появился вариант с уже выступавшей в Первой лиге «Волынью». Тренер лучан Виталий Кварцяный подыскивал игроков подобного плана, способных помочь клубу решить задачу выхода в Высшую лигу. Сачко, уроженец Донецкой области, с трудом решился на переезд в Западную Украину, опасаясь возможных проблем из-за языкового барьера, но как сам позже заявил, проблем с адаптацией не испытал.
Сачко дебютировал в «Волыни» 17 июля 2001 года в рамках первого тура Первой лиги сезона 2001/02 в домашнем матче против «Борисфена» (1:0), сразу занял место в основном составе и вплоть до конца сезона не пропустил ни одного матча. В своей пятой игре он открыл счёт голам за новый клуб, забив два гола в ворота «Звезды». До зимней паузы нападающий сделал ещё несколько дублей, а всего на его счету было 12 забитых мячей. Высокая результативность привлекла к Сачко внимание специалистов, газета «Украинский футбол» поставила его на 23-е место в списке лучших игроков года, а вскоре на Василия обратили внимание тренеры сборной Украины. Главный тренер национальной команды Леонид Буряк лично просматривал футболиста в матче с «Полесьем». Советовал пригласить Сачко в сборную и Кварцяный, но ввиду недостатка опыта игры на высоком уровне Василий так и не получил свой вызов. Вторую часть чемпионата нападающий провёл менее ярко, что не помешало ему разделить первое место в списке бомбардиров с Виктором Арефьевым (17 мячей). «Волынь» с большим отрывом выиграла Первую лигу и получила право играть в Высшей лиге.
Спустя 4 года Сачко снова вернулся в высшую лигу, на этот раз более опытным игроком. Несмотря на трудности в начале сезона (8 матчей без голов), Василий не потерял место в составе и постепенно вернул прошлогоднюю результативность, забив, в итоге 8 мячей. Удачно выступила и «Волынь», заняв рекордное в её истории 6-е место.
Похожие проблемы возникли у нападающего и в следующем сезоне — 8-матчевая безголевая серия на старте, которая, на этот раз, совпала с неудачной игрой всей команды. Помимо игровых проблем, «Волынь» испытывала финансовые трудности, в команде начались задержки с выплатой зарплат. В декабре появились слухи о возможном уходе Сачко — игроком интересовался киевский «Арсенал». Василий даже отправился с «Арсеналом» на сборы и принял участие в нескольких товарищеских матчах, но киевляне так и не смогли найти средства на его приобретение. Нападающий вернулся в «Волынь», получил капитанскую повязку и хорошо провёл вторую часть сезона.
После слабого сезона 2003/04 в новом розыгрыше «Волынь» стартовала удачно — команда держалась в верхней половине таблицы, а Сачко регулярно забивал (7 мячей до зимнего перерыва). Его игра не осталась незамеченной, болельщики признали Василия лучшим футболистом команды в 2004 году. Во втором круге нападающий продолжил играть результативно вплоть до 24-го тура, когда в матче с «Ворсклой» он сломал челюсть и получил сотрясение мозга, выбыв на следующие 4 игры — ни одну из них «Волынь» не выиграла. Василий успел восстановиться к последним двум играм и забил гол в последнем матче сезона с «Таврией». Таким образом, он довёл свой лицевой счёт до 12 мячей, лишь на 2 отстав от лучшего бомбардира чемпионата Александра Косырина. «Волынь», к 21-му туру шедшая на 3-м месте, за оставшиеся матчи потеряла позицию в верхней части списка и вместо прорывного сезона закончила чемпионат в середине таблицы.
Следующий сезон стал самым результативным для Сачко за всё время его выступлений в Высшей лиге. Как и год назад, он занял второе место в списке бомбардиров и стал лучшим футболистом «Волыни» по мнению болельщиков. При этом сама команда испытывала трудности. После провального весеннего отрезка чемпионата, за время которого команда выиграла только один матч, лишь победа в последнем туре спасала её от вылета. «Волынь» сыграла вничью с «Таврией» (Сачко не реализовал пенальти) и покинула Высшую лигу. Из команды ушли почти все основные игроки, включая Василия, у которого по завершении сезона как раз закончился контракт. За пять сезонов в «Волыни» он стал одним из лучших бомбардиров в истории клуба.

### «Кривбасс»
К нападающему проявляли интерес «Ильичёвец», «Заря» и «Ворскла», но самым настойчивым оказался тренер «Кривбасса» Александр Косевич. Сачко образовал атакующий дуэт с Василом Гигиадзе, — высокий Сачко выигрывал верховые мячи и сбрасывал их на мобильного Гигиадзе. Дебютный для Василия матч завершился разгромным поражением от «Шахтёра» (0:5), но уже в следующем туре «Кривбасс» победил «Карпаты» (3:0), а Сачко открыл счёт голам за новый клуб. После этого последовала 12-матчевая безголевая серия. Несмотря на неудачное выступление, он продолжал быть игроком основы, не повлияла на его позиции и смена главного тренера. Во второй половине сезона нападающий играл лучше и закончил сезон с 7-ю забитыми мячами.
Сезон 2007/08 Сачко начал в роли капитана команды, но стало ясно, что он постепенно теряет место в основе и проигрывает конкуренцию Александру Мелащенко и Сергею Мотузу. Хотя Василий регулярно появлялся на поле, он редко проводил все 90 минут и за весь сезон забил лишь трижды.

### «Ворскла»

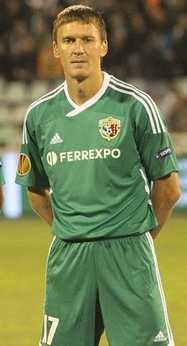
В составе «Ворсклы»

Несмотря на то, что «Кривбасс» продлил контракт с Сачко, клуб решил отпустить игрока. В августе 2008 года он съездил на просмотр во «Львов», а вскоре возник вариант с «Ворсклой», полтавчане, испытывающие дефицит нападающих, предложили Василию краткосрочный контракт до конца 2008 года, и он согласился.
Сачко, не забивавший на протяжении долгого периода времени, хорошо начал, дважды забил, отдавал голевые передачи. За предоставленные ему полгода он успел проявить себя, и контракт был продлён до июня 2009. Вторую часть сезона он играл хуже и заметно реже стал играть в основе. Невыразительную игру в чемпионате Василий компенсировал выступлениями в Кубке Украины. Начиная с 1/16 финала, он появлялся на поле в каждом матче (кроме первого полуфинального матча с «Металлистом», который нападающий пропустил из-за травмы) и забивал «Оболони» в 1/8 и дважды в решающей игре полуфинала с «Металлистом» (2:0). На следующий после игры день Василий подписал с «Ворсклой» новый контракт. В финале полтавчане встречались с донецким «Шахтёром». Несмотря на то, что «горняки» были явными фаворитами матча, на 50-й минуте Сачко забил единственный гол и принёс «Ворскле» первый в истории Кубок Украины и место в еврокубках. Василий стал любимцем фанатов «Ворсклы» и после те нередко скандировали его имя, призывая тренера выпустить нападающего на поле.
У меня была, думаю, скромная карьера, в больших клубах играть не приходилось. Но я счастлив, что однажды судьба свела меня с «Ворсклой», с её просто прекрасным коллективом тренеров, игроков. Не могу описать вам той радости, что почувствовал, когда поднял кубок над головой. Но впереди ещё много нелёгких игр. Буду усердно работать дальше. Многому научился я в команде Николая Павлова. Причём не только в футболе, но и в жизненном плане.Василий Сачко
Сезон 2009/10 открывал матч за Суперкубок Украины. «Ворскла» лишь в серии послематчевых пенальти уступила киевскому «Динамо». В третьем туре начавшегося чемпионата Сачко провёл юбилейный 200-й матч в Высшей/Премьер-лиге. 20 августа нападающий дебютировал в еврокубках — «Ворскла» встречалась с «Бенфикой» в Лиге Европы. После гостевого разгрома (0:4) дома полтавчане неожиданно выиграли (2:1, Сачко забил один из мячей), что, однако, не помогло им пройти в следующий этап. 34-летний Сачко стал одним из самых возрастных украинских дебютантов в международных клубных соревнованиях, а отличившись в матче с португальцами, он также стал одним из самых возрастных авторов голов в еврокубках — лишь Олег Блохин забивал в том же возрасте. В опубликованном по итогам 2009 года списке 33-х лучших футболистов Украины Василий занял 3-е место в категории «нападающий»: несмотря на то, что он забил гораздо меньше других включённых в список, журналисты отметили его способность забивать «важные для „Ворсклы“ мячи в ключевых матчах». При этом для Василия сложился неудачно, он забил лишь два мяча в чемпионате и три — в кубке.

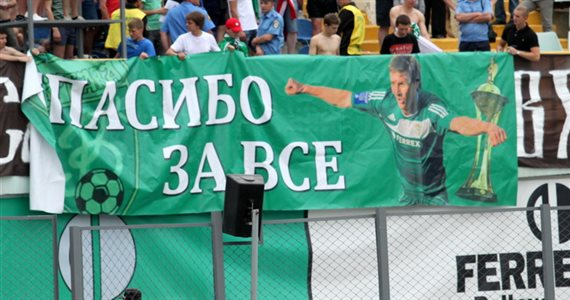
Баннер фанатов «Ворсклы»

На старте следующего чемпионата Сачко сделал впечатляющий старт, забив 5 мячей в 6-и первых матчах (включая его 100-й гол в профессиональном футболе — «Ильичёвцу» 17 июля 2010 года). Затем последовал период невыразительной игры и потеря места в основе, но 13 ноября Василий забил хет-трик в ворота «Ильичёвца» (первый в карьере). Ещё 2 гола он забил во втором круге, доведя их количество до 10, став лучшим бомбардиром команды и показав лучший показатель результативности со времён выступления за «Волынь». Игра нападающего была отмечена новым однолетним контрактом, заключённым в марте 2011 года. Удачно выступила и команда в целом, заняв 6-е место и получив право выступать в Лиге Европы.
Сезон 2011/12 стал для нападающего последним в профессиональном футболе. Он забил по голу в 3-м и 4-м турах, но по ходу сезона был вытеснен из основы Ахмедом Янузи. Мало заметен Сачко был и в еврокубках, где «Ворскла» добилась исторического успеха, выйдя в групповой этап Лиги Европы. Он появлялся на поле 4 раза (но не провёл ни одного матча полностью) и лишь однажды отметился результативным действием — отдал голевую передачу на Сергея Закарлюку в игре с «Слайго Роверс». Последний матч в карьере, как и первый, Василий Сачко провёл против донецкого «Шахтёра» — 1 апреля 2012 года он вышел на последние 5 минут матча.

## Стиль игры
Сачко — нападающий таранного типа, физически крепкий, выносливый, хорошо прикрывал мяч корпусом. Комфортно чувствовал себя в верховой борьбе, много забивал головой, а также отдавал пасы головой на партнёров. Обладал мощным ударом. По воротам бил, как правило, в пределах штрафной площадки в равной степени как правой, так и левой ногой, хотя является правшой. Постоянно держал в напряжении защиту соперника, а также отвлекал на себя защитников и освобождал зоны для партнёров. Отрабатывал в защите, возвращался в свою штрафную площадку во время стандартов. К недостаткам можно отнести плохую технику владения мячом и низкую скорость.

## Тренерская карьера

### «Ворскла»
После окончания карьеры игрока Сачко вошёл в тренерский штаб «Ворсклы», где работал на протяжении сезона 2012/13. 12 июня 2013 года он был назначен главным тренером клуба, сменив на посту Сергея Свистуна. Василий подписал контракт по системе год плюс два. Назначение Сачко было скептически встречено специалистами, но уже к сентябрю авторитетный сайт «Football.ua» назвал его лучшим тренером по итогам первой трети сезона. В итоге, под руководством Василия «Ворскла» заняла 8-е место, на два очка отстав от 7-го места, дающего право на участие в еврокубках. «Ворскла» играла в Лиге Европы в сезонах 2015/2016 и 2016/2017, однако оба раза проигрывала в первом же матче, словацкой «Жилине» и хорватской «Локомотиве» соответственно. В сезоне 2016/2017 «Ворскла» завоевала Кубок Престижа. В 2018 году «Ворскла» под руководством Сачко завоевала бронзовые медали чемпионата Украины, опередив «Зарю», и пробилась в групповой раунд Лиги Европы. Там «Ворскла» смогла победить азербайджанский «Карабах», завоевав свою первую в истории победу в групповом раунде Лиги Европы. В марте 2019 года из-за потери очков в матче с киевским «Арсеналом» «Ворскла» не попала в первую шестёрку Премьер-лиги сезона 2018/19. Таким образом тренер не выполнил задание руководства и принял решение покинуть свой пост.

### Дальнейшая карьера
19 августа 2020 года Сачко был назначен главным тренером луцкой «Волыни». Бюджет команды был урезан вдвое по сравнению с предыдущим сезоном, в итоге клуб не смог найти достойное усиление состава и был недостаточно готов к старту чемпионата. При Сачко команда заняла седьмое место в Первой лиге сезона 2020/21, не сумев вернуться в высший дивизион. 26 июня 2021 года тренер покинул клуб по завершении контракта.
В январе 2025 года после трёхлетнего перерыва Сачко возобновил тренерскую карьеру, возглавив любительский клуб «Тростянец» из одноимённого села. Его ассистентом в новом клубе стал другой бывший игрок «Волыни» — Сергей Симинин.

## Личная жизнь
Женат на Наталье Сачко, 10 июля 2003 года у пары родилась дочь Карина. После завершения карьеры игрока Василий с семьёй остались жить в Луцке.
Сачко охотно рыбачит, любит играть в бильярд, боулинг, шахматы и мини-футбол. Он часто принимал участие в мини-футбольных турнирах в Луцке и Донецкой области во время перерывов в чемпионате Украины.

## Статистика выступлений
| Клуб             | Сезон            | Лига | Лига | Кубок | Кубок | Суперкубок | Суперкубок | Еврокубки | Еврокубки | Итого | Итого |
| Клуб             | Сезон            | Игры | Голы | Игры  | Голы  | Игры       | Голы       | Игры      | Голы      | Игры  | Голы  |
| ---------------- | ---------------- | ---- | ---- | ----- | ----- | ---------- | ---------- | --------- | --------- | ----- | ----- |
| Таврия           | 1998/99          | 5    | 0    | 0     | 0     | —          | —          | —         | —         | 5     | 0     |
| Таврия           | Итого            | 5    | 0    | 0     | 0     | —          | —          | —         | —         | 5     | 0     |
| Оскол (Купянск)  | 2000/01          | 28   | 13   | —     | —     | —          | —          | —         | —         | 28    | 13    |
| Оскол (Купянск)  | Итого            | 28   | 13   | —     | —     | —          | —          | —         | —         | 28    | 13    |
| Волынь           | 2001/02          | 34   | 17   | 6     | 0     | —          | —          | —         | —         | 40    | 17    |
| Волынь           | 2002/03          | 29   | 8    | 7     | 2     | —          | —          | —         | —         | 36    | 10    |
| Волынь           | 2003/04          | 29   | 7    | 3     | 3     | —          | —          | —         | —         | 32    | 10    |
| Волынь           | 2004/05          | 26   | 12   | 5     | 0     | —          | —          | —         | —         | 31    | 12    |
| Волынь           | 2005/06          | 30   | 13   | 2     | 1     | —          | —          | —         | —         | 32    | 14    |
| Волынь           | Итого            | 148  | 57   | 23    | 6     | —          | —          | —         | —         | 171   | 63    |
| Кривбасс         | 2006/07          | 28   | 7    | 1     | 0     | —          | —          | —         | —         | 29    | 7     |
| Кривбасс         | 2007/08          | 27   | 3    | 0     | 0     | —          | —          | —         | —         | 27    | 3     |
| Кривбасс         | 2008/09          | 3    | 0    | 0     | 0     | —          | —          | —         | —         | 3     | 0     |
| Кривбасс         | Итого            | 58   | 10   | 1     | 0     | —          | —          | —         | —         | 59    | 10    |
| Ворскла          | 2008/09          | 21   | 4    | 5     | 4     | —          | —          | —         | —         | 26    | 8     |
| Ворскла          | 2009/10          | 23   | 2    | 1     | 0     | 1          | 0          | 2         | 1         | 27    | 3     |
| Ворскла          | 2010/11          | 25   | 10   | 2     | 0     | —          | —          | —         | —         | 27    | 10    |
| Ворскла          | 2011/12          | 14   | 2    | 2     | 0     | —          | —          | 4         | 0         | 20    | 2     |
| Ворскла          | Итого            | 83   | 18   | 10    | 4     | 1          | 0          | 6         | 1         | 100   | 21    |
| Всего за карьеру | Всего за карьеру | 322  | 98   | 34    | 10    | 1          | 0          | 6         | 1         | 363   | 110   |

## Достижения

### Как игрок
«Ворскла»
- Обладатель Кубка Украины: 2009

«Волынь»
- Победитель Первой лиги Украины: 2002

### Как тренер
«Ворскла»
- Бронзовый призёр украинской Премьер-лиги: 2017/18

### Личные
- Лучший бомбардир Первой лиги Украины: 2001/02
- Член бомбардирского Клуба Сергея Реброва: 68 голов